# Городищенський ЗЗСО І-ІІІ ст. №1 ім. С.С. Гулака-Артемовського

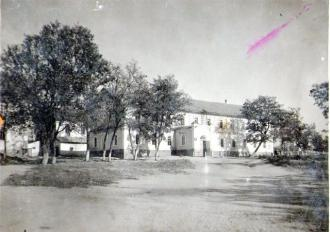
Будівля старої школи

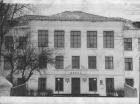
Нова будівля школи 1960 рік

Городищенський ЗЗСО І-ІІІ ст. № 1 ім. С. С. Гулака-Артемовського (Перша школа, Заводська школа) — загальноосвітній навчальний заклад, є найпершою школою в місті Городище.

## Історія школи

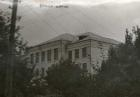
Нова бдівля школи

У 1898 році при цукровому заводі для дітей заводських службовців, майстрів, робітників було відкрито двокласне училище Міністерства народної освіти на 180 осіб. Для нього було пристосовано й устатковано одне із приміщень заводських казарм.
Склад колективу училища був: завідувач, законовчитель, учитель та дві вчительки. Утримання училища обходилось заводу до 4-ох тисяч карбованців на рік.
Школа була розташована на другому поверсі, а на першому поверсі жили робітники заводу. Меблі і все інше обладнання робили робітники заводу.
У 1918 році двокласне училище було перетворено у вище початкове 4-х класне. Учителі, які закінчили учительську семінарію або гімназію були з середньою освітою. Учнів було біля 210 осіб. Для дівчат були введені уроки рукоділля.

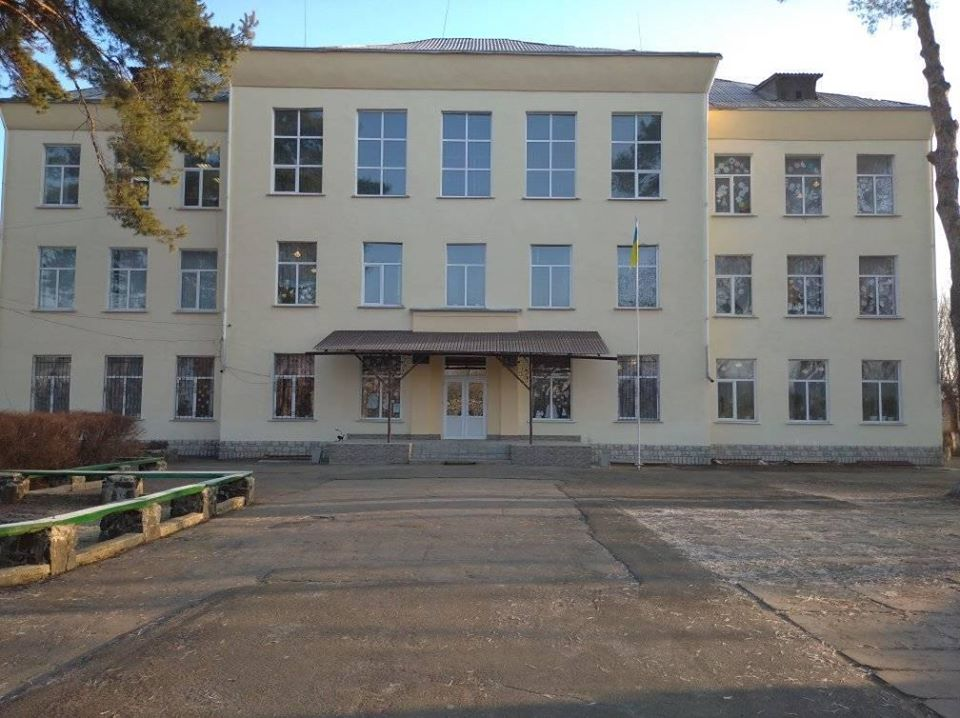
Сучасний вигляд школи

У 1921 році була створена семінарна трудова школа. Бажаючих учитись у ній було дуже багато. Багатьом доводилося відмовляти. Приймали тільки учнів, батьки яких працювали на цукрозаводі. Деяким учням доводилося ходити до школи за 7-8 км. Літом при школі організовувалися дитячі оздоровчі майданчики.
Із 1932 року по 1936 рік школа виросла у зразкову фабрично — заводську десятирічку (ФЗД). Це була перша десятирічка в районі.
Із всього району за 8 — 10 км ходили у школу хлопці й дівчата. Для них було організовано гуртожиток. При школі була майстерня по дереву й металу, а для учнів 1-4 класів організована одна дитяча кімната.
Школа була зразковою. У навчальному закладі проводили відкриті уроки, проводили конференції, влаштовували педагогічні читання, виставки.
Із січня 1936 по 1941 рік школа почала називатися Петровська середня школа № 1. Учнів на той час було 800 осіб. Навчалися у дві зміни. Директором школи було призначено Сич О. М.
Школу прославили своїми подвигами герої Другої світової війни, зокрема герої Радянського Союзу Іван Маркіянович Ус, Микола Васильович Мамай та Григорій Михайлович Лютий.
Під час тимчасової окупації приміщення школи було перетворено в конюшню, меблі спалено, бібліотеку й наочні посібники знищено. Після звільнення міста школу було доведено до ладу зусиллями батьків і самих працівників заводу.
Із 1 березня 1944 року розпочалися заняття. Школа почала називатися Городищенська середня школа № 1. Директором було призначено Тичко П. Ф. Працювали у дві зміни. 1946 році на посаду директора призначають Шкляревського В. К. 1955 році директором стає Безкровний Михайло Трохимович. А з липня 1955 року директором призначають Гулака Максима Степановича. При школі було створено хор учителів, який славився далеко за межами району. 1965 році у школі налічувалося 23 класи. У 1960 році закінчилося будівництво нового приміщення школи. Протягом десяти років навчання проводилося у двох приміщеннях: — старому — 1-7 класи і новому — 8-10 класи. Шкільна громада завжди брала участь у різних урочистостях. У 1965 році директором є Антоновська Єфросінья Павлівна.
У 1970 році на честь 100- річчя з дня народження В. І. Леніна до приміщення основної будови було добудовано нове крило на 12 класних кімнат. У жовтні 1979 року директором призначено Полонського Костянтина Гнатовича.
Із 1989 по 2001 рік директором був Рибаченко Василь Васильович. 1996 року школа відзначила своє 100-річчя із дня заснування.
З метою збереження пам'ятки історії і культури та з нагоди 140-річчя з дня смерті Т. Г. Шевченка до школи перенесено погруддя Кобзаря (29 травня 2001 р.). Із серпня 2001 року директором призначають Дигала Петра Андрійовича, який пробув ним до 2003 року.
Із 2003 року директором школи працювала Томіленко Тетяна Миколаївна, за фахом учитель біології. Зі стін школи вийшло більше 10 — ти тис. випускників. Після війни у життя пішло більше як 52 юристи, 298 офіцерів, 352 інженери, 84 лікарів, 386 учителів, 223 агрономи, 337 бухгалтерів та інших. Школа має два сучасні комп'ютерні класи.
2005—2006 н.р., 2006—2007 н.р. школа виборола перше місце в районі за підсумками методичної роботи. П'ять років поспіль вона нагороджена грамотами Городищенської районної державної адміністрації Городищенської районної ради, як одна з найкращих шкіл району.
У лютому 2013 року з нагоди святкування 200 річниці від дня народження С. С. Гулака-Артемовського школі було присвоєно його ім'я.
Із вересня 2013 року на посаду директора школи призначено Кравченко Олену Іванівну.
У січні 2021 року назва школи змінилася на Городищеньський ЗЗСО І-ІІІ ступенів № 1 імені С. С. Гулака-Артемовського.

## Музей Воїнів-інтернаціоналістів
Музей було відкрито 5 листопада 1987 року. Він став першим таким музеєм в Україні. Зібрані тут експонати розповідають про тих, хто брав участь у війні в Афганістані, зокрема про тих, хто на ній загинув.
15 лютого 2007 року після реорганізації в Городищенській загальноосвітній школі І-ІІІ ступенів № 1 було урочисто відкрито музей воїнів-інтернаціоналістів.
У приміщенні музею розміщено близько 400 експонатів. Це особисті речі воїнів-афганців, бойові нагороди, предмети форм одягу, фотокартки. Окремо виконано експозицію, яка репрезентує роки «афганської війни» 1979—1989 рр. у музеї постійно проводяться екскурсії для учнів шкіл та педагогічних колективів Городищенського району. Традиційними вже стали зустрічі з воїнами-афганцями.

## Учні-Герої, що загинули в Російсько-українській війні
1) Міщенко Олександр Сергійович — під час російського вторгнення в Україну в 2022 році служив старшим водієм — оператором батареї протитанкових керованих ракет 72-ї окремої механізованої бригади імені Чорних Запорожців.
Загинув 29 липня 2022 року від несумісних із життям поранень у результаті ракетного обстрілу з боку противника на Донеччині. Нагороджений орденом "За мужність" III ступеня (17.11.2022) (посмертно) за особисту мужність і самовіддані дії, виявлені у захисті державного суверенітету та територіальної цілісності України, вірність військовій присязі.
2) Тимошенко Ігор Вікторович — загинув на Донеччині під час виконання військового завдання. Його життєвий шлях обірвався на 51-му році.